# Panabo
Panabo é um cidade de  terceira classe de renda da cidade (d) na província Davao do Norte, nas Filipinas. De acordo com o censo de 1 de maio  de  2020 possui uma população de 209 230 pessoas e 51 097 domicílios.